# Кроу (народ)

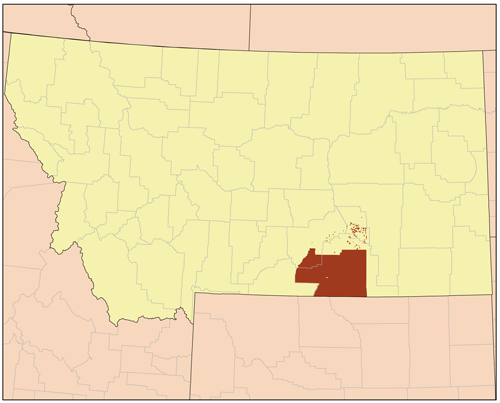
Резервация кроу

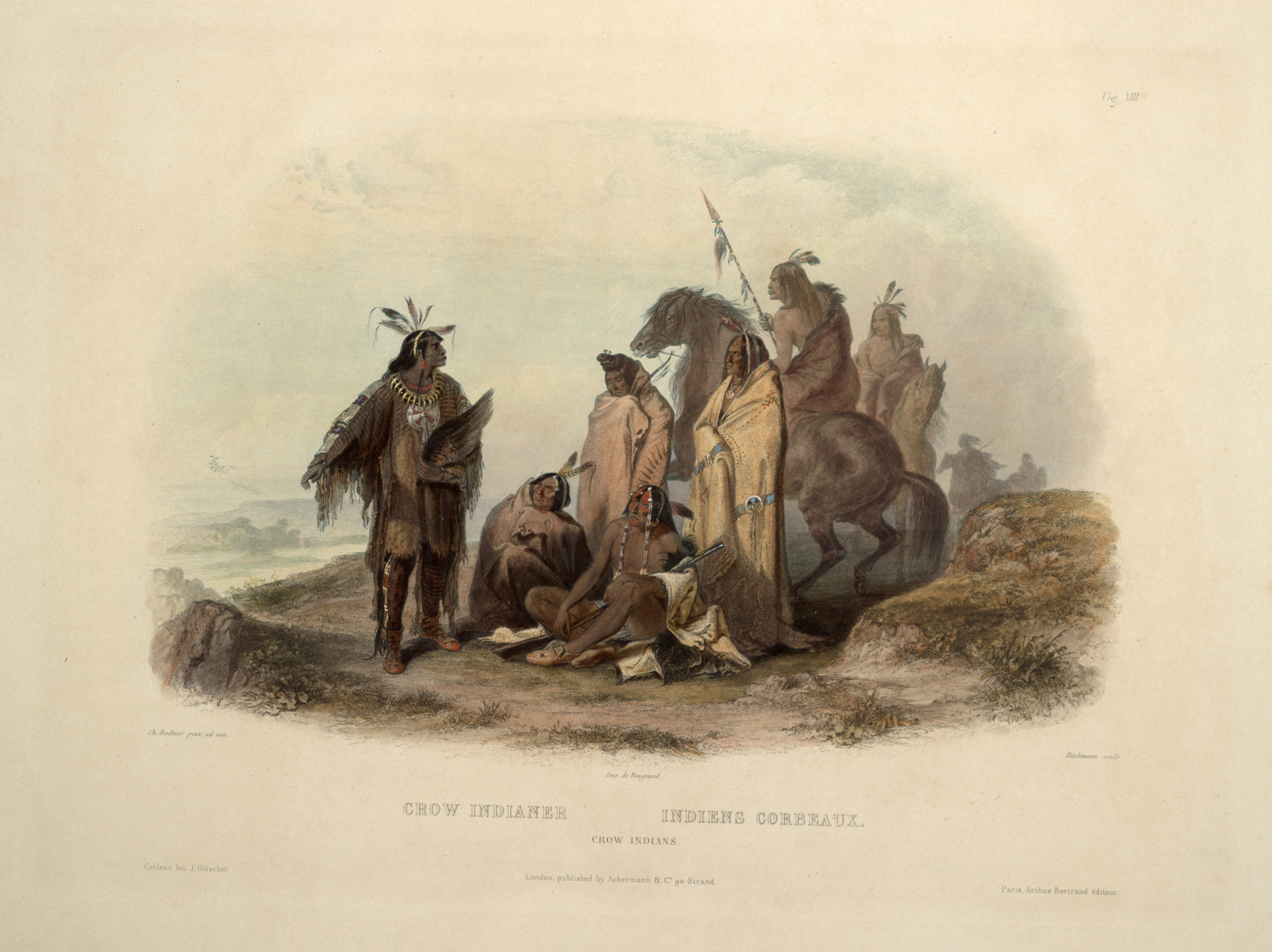
Индейцы кроу (художник Карл Бодмер)

Кро́у, самоназвание абсаро́ка или апсаро́ке (apsáalooke [ə̀ˈpsáːɾòːɡè]) — индейское племя в США. Исторически проживало в долине реки Йеллоустон, в настоящее время — в резервации недалеко от г. Биллингс (штат Монтана). Племенное управление находится в Кроу-Эйдженси, штат Монтана.

## История
Название племени, апсалоке, было неверно переведено ранними переводчиками как «люди ворон» (отсюда английское название племени Crow, буквально «ворона»). Фактически слово означало «дети большой птицы»; так их называло соседнее (и близкородственное им в языковом и культурном отношении) племя хидатса. Птица, по-видимому, уже вымершая, описывалась как имеющая вилкообразный хвост и напоминала синюю сойку или черноклювую сороку.
Первая встреча с европейцами произошла в 1743 году невдалеке от современного города Хардин — это были канадские французы, братья Ла Верандри (La Verendryes), которые назвали кроу beaux hommes, «красивые люди». Сами кроу (апсалоке) назвали европейцев baashchíile, то есть «люди с жёлтыми глазами».
Некоторые исследователи помещали раннюю родину племён кроу и хидатса в район истоков реки Миссисипи в северной части либо Миннесоты, либо Висконсина; другие — около Виннипега в Манитобе. Позднее кроу-хидатса мигрировали в район Дьявольского озера (Северная Дакота), после чего кроу откололись от хидатса и двинулись на запад. Поселившись в Монтане и Вайоминге, племя разделилось на горных кроу и речных кроу.

## Культура

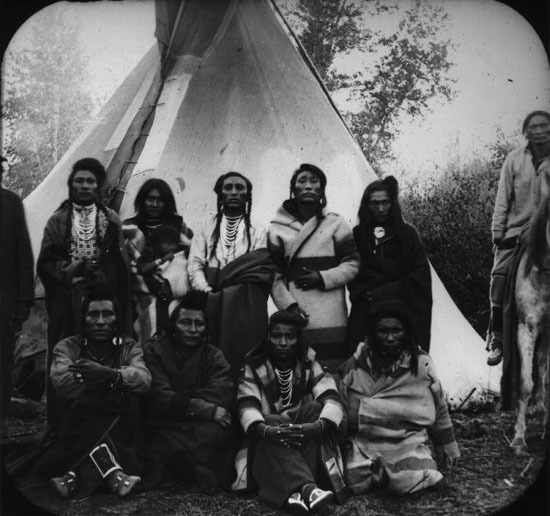
Кроу

Традиционные жилища кроу — типи, изготовленные из шкур бизона и деревянных шестов. Кроу известны как строители одних из самых крупных типи, по сравнению с другими народами. Внутри типи по периметру располагались спальные тюфяки, а очаг — в центре. Дым от очага выходил через дыру в потолке типи. Многие семьи кроу до настоящего времени продолжают жить в типи, особенно когда они ведут кочевой образ жизни. Ярмарка кроу считается крупнейшим собранием типи в мире.
Традиционная одежда кроу зависела от пола. Женщины обычно одевались просто. Они носили платья из купленной у белых торговцев ткани или из кожи оленя или бизона, украшенные зубами оленя. На ногах они носили мокасины и короткие ноговицы (леггины). Мужская одежда обычно состояла из рубашки, леггин, накидки из бизоньей шкуры или одеяла, и мокасин. Волосы их были длинными, иногда достигали земли, и украшались чем-либо.
Народ кроу был одним из самых богатых лошадьми индейских народов Северных равнин. В 1914 г. их количество составляло 4 тысячи  (предположительно), однако к 1921 г. сократилось всего до тысячи. Кроу также имели много собак и, в отличие от других племён, не употребляли их в пищу. Вели кочевой образ жизни.
Род у кроу был матрилинеальным (происхождение велось по материнской линии) и матрилокальным (муж после брака переезжал в дом жены). Женщины в племени играли весьма значительную роль.
Система родства кроу весьма оригинальна и была описана Льюисом Генри Морганом в его работе 1871 г. «Системы кровного родства и свойства в человеческой семье» (Systems of Consanguinity and Affinity of the Human Family) как один из 6 основных типов родства (эскимосский, гавайский, ирокезский, кроу, омаха и суданский).

## События
19 мая 2008 вожди Хартфорд и Мэри Чёрный Орёл приняли кандидата в президенты Барака Обаму в племя с момента его визита. Это был первый визит в племя кандидата в президенты США.